# Ракетный крейсер типа CGN 42
Ракетный крейсер типа CGN 42 — проект ракетного крейсера, разработанного для ВМС США в 1970-х годах. Разработка проекта началась в начале 1970-х годов, на базе проекта «Вирджиния». Его планировалось оснастить новейшими системами вооружения, в том числе боевой многофункциональной системой оружия «Иджис». Крейсера типа CGN 42 рассматривались как более дешёвая, хотя и менее эффективная альтернатива ударным ракетным крейсерам типа CSGN, строительство которых было отменено из-за слишком высокой стоимости. Стоимость CGN 42 оценивалась в 1,43 миллиарда долларов за головной корабль и 1,23 миллиарда долларов за последующие (по другим данным 1,082 миллиарда за головной и 1 миллиард долларов за последующие).
Сторонники программы полагали, что в течение 1986 — 1995 годов флоту следует поставить 20 крейсеров типа CGN 42. 13 февраля 1976 года президент США Д. Картер высказался против строительства атомных надводных кораблей, кроме авианосцев. Тем не менее, а 1978 году были выделены средства на закупку оборудования для строительства крейсеров. Затем в 1979 году планы строительства крейсеров этого типа были отменены, но к ним вновь вернулись в 1981 году, когда были заказаны 4 крейсера проекта CGN 42 — CGN 45. Их вступление в строй намечалось в 1987 — 1991 годах. Однако в 1983 году планы строительства крейсеров типа CGN 42 были окончательно отменены. Вместо этого американские моряки предпочли строить более дешёвые крейсера на базе эсминца «Спрюэнс», ставшие крейсерами типа «Тикондерога»